# Juan Sebastián Gómez
Juan Sebastián Gómez es un tenista colombiano, entre sus logros más importantes están la medalla de oro en los Singapur 2010. Se encuentra patrocinado por la marca deportiva Nike. Para el 30 de agosto de 2010, Fue el tenista número uno del Ranking masculino de Junior de Tenis.
Actualmente es profesional ATP y su ranking es 535. Su mejor puesto ATP fue 469 el 5 de octubre del 2015.

## Trayectoria
La trayectoria deportiva de Juan Sebastián Gómez se identifica por su participación en los siguientes eventos nacionales e internacionales:

### Juegos Olímpicos de la Juventud
Fue reconocido su triunfo en los Juegos por ser la primera medalla de oro de Colombia en los Juegos Olímpicos de la Juventud de la selección de Colombia en los juegos de Singapur 2010. Su desempeño en la primera edición de los juegos, se identificó por ser el primer deportista con una medalla dorada entre todos los participantes colombianos del evento, al triunfar el 21 de agosto sobre Yuki Bhambri:
- , Medalla de oro: Individual Masculino